# Bazzania taleana
Bazzania taleana là một loài rêu tản trong họ Lepidoziaceae. Loài này được (Gottsche) Fulford miêu tả khoa học lần đầu tiên năm 1946.